# Prisão de jornalistas estadunidenses pela Coréia do Norte em 2009
[[Ficheiro:San Francisco Vigil for Laura Ling and Euna Lee.jpg|miniaturadaimagem|Vigília feita pelos jornalistas presos]]
No dia 17 de março de 2009, ocorreu o detimento das jornalistas americanas Laura Ling e Euna Lee, que na época estavam trabalhando para a emissora norte-americana Current TV, por soldados norte-coreanos após elas tentarem filmar refugiados fugindo do país pela fronteira com a China e suposta tentativa de entrada ilegal na Coreia do Norte, embora a irmã de Laura afirme que elas foram capturadas pelos soldados. Em junho do mesmo ano, as duas receberam a sentença de 12 anos de prisão pela entrada ilegal no país, a mídia de fora da coreia do norte chamou a sentença de um Julgamento encenado e sem fundamentos. Em agosto do mesmo ano, o, na época, líder da Coréia do Norte, Kim Jong-il,concedeu um "perdão especial" e libertou as duas jornalistas da prisão após uma visita do ex-presidente dos estados-Unidos Bill Clinton.